# Волчков, Александр Тимофеевич
Александр Тимофеевич Волчков (9 ноября 1891 года, с. Волчково, Чембарский уезд, Пензенская губерния — 27 мая 1948 года, Пенза) — советский военный деятель, генерал-майор (4 июня 1940 года).

## Биография
Александр Тимофеевич Волчков родился 9 ноября 1891 года в селе Волчково ныне Белинского района Пензенской области в крестьянской семье.
В 1905 году окончил четыре класса Духовного училища в Пензе и с 1908 года служил псаломщиком в церкви в с. Пачелма (Чембарский уезд, Пензенская губерния), с 1910 года — регентом церковного хора в с. Кутля, с 1911 года — хористом в церковном хоре Хасторского в Пензе, а с 1913 года — псаломщиком в церкви в с. Ломов. В начале 1915 года А. Т. Волчков экстерном выдержал экзамен за пять классов гимназии в Москве с целью поступления в Московскую консерваторию по классу сольного пения.
В 1915 году в связи с мобилизацией ратник 2-го разряда А. Т. Волчков рядовым направлен в отдельную команду при 243-м запасном пехотном полку, дислоцированном в слободе Николаевка (Саратовская губерния), а в январе 1916 года переведён в Чистопольскую школу прапорщиков, после окончания которой в июле того же года назначен младшим офицером и командиром взвода в составе 241-го запасного пехотного полка, дислоцированного Пензе. В январе 1917 года переведён на должность командира роты особого назначения, которая формировалась для отправки во Францию, однако направлена на Северный фронт, после чего вела оборонительные боевые действия на икскюльском направлении. В январе 1918 года поручик А. Т. Волчков демобилизован, после чего вернулся на родину и затем вступил в формируемый в Пензе продовольственный отряд при Пензенском губисполкоме, а затем назначен начальником участка Пензенской губернской милиции.
18 июля 1918 года призван в ряды РККА, после чего служил командиром роты, командиром батальона в составе 98-го стрелкового полка, а в сентябре назначен командиром этого же полка, который через ст. Белинская и Елец был передислоцирован в район Борисова. С мая 1919 года служил в составе 49-й и 51-й бригад (17-я стрелковая дивизия) на должностях начальника штаба и командира бригады и принимал участие в боевых действиях в ходе советско-польской войны в районе Двинска и Минска и на Мозырском направлении. 20 августа 1920 года А. Т. Волчков во время наступления Варшаву в районе Бельске попал в плен, после чего содержался в Седлецкой тюрьме, а затем — в концлагере в Щелково, однако в начале ноября бежал из плена и после перехода линии фронта в январе 1921 года назначен на должность помощника начальника отдела ВНУС штаба армий Западного фронта, а в сентябре того же года — на должность помощника командира 289-го стрелкового полка (Приволжский военный округ). В январе 1922 года сформировал 3-й стрелковый полк, который был передислоцирован на Туркестанский фронт с целью ведения боевых действий против басмачества.
В марте 1922 года назначен на должность командира 21-го Туркестанского стрелкового полка, дислоцированного в Бухаре, в мае того же года — на должность командующего сводной группой Заравшанского боевого участка и начальника гарнизона Бухары, однако заболел тропической малярией и в конце года эвакуирован в Пензу, где по прибытии был назначен на должность коменданта города, а в марте 1923 года — на должность начальника учебной части школы Пензенской губернской милиции.
В феврале 1924 года уволен в запас, однако в августе того же года повторно призван в ряды РККА и назначен на должность командира батальона в составе 18-го стрелкового полка (6-я стрелковая дивизия, Московский военный округ). В марте 1925 года батальон был преобразован в 165-й стрелковый полк и передан в состав 55-й стрелковой дивизии, где А. Т. Волчков служил командиром батальона и командиром полка. В октябре 1925 года направлен на учёбу на курсы «Выстрел», после окончания которых в октябре 1926 года вернулся в 165-й стрелковый полк, где служил командиром батальона и начальником штаба полка, одновременно с этим в период с 1932 по 1934 годы учился на заочном отделении Военной академии имени М. В. Фрунзе, однако в связи с состоянием здоровья вынужден был прекратить учёбу.
В апреле 1935 года назначен на должность начальника штаба 56-го стрелкового полка (19-я стрелковая дивизия), в декабре 1937 года — на должность начальника Московского вечернего учебного центра, в июле 1938 года — на должность начальника Хлебниковских курсов усовершенствования командного состава запаса Московского военного оркуга, в декабре 1940 года — на должность старшего преподавателя тактики Курсов усовершенствования штабных командиров Красной армии, а в апреле 1941 года — на должность старшего преподавателя кафедры общей тактики Военной академии имени М. В. Фрунзе.
С началом войны в августе 1941 года назначен на должность командира 43-й запасной стрелковой бригады (Сибирский военный округ), вскоре преобразованной в лыжную бригады, 27 декабря — на должность командира формировавшейся в Красноярске 447-й стрелковой дивизии и переименованной 20 января 1942 года в 301-ю стрелковую.
В конце января 1942 года переведён на должность начальника Рубцовского пехотного училища, а с ноября того же года служил преподавателем и старшим преподавателем тактики в Военной академии тыла и снабжения Красной армии имени В. М. Молотова.
Генерал-майор Александр Тимофеевич Волчков 7 декабря 1944 года уволен в отставку по болезни. Умер 27 мая 1948 года в Пензе. Похоронен на Ахунском кладбище.

## Награды
- Орден Ленина (21.02.1945);
- Орден Красного Знамени (03.11.1944);
- Орден Красной Звезды (16.08.1936);
- Юбилейная медаль «XX лет Рабоче-Крестьянской Красной Армии» (22.02.1938).

## Воинские звания
- Майор (22.12.1935);
- Полковник;
- Комбриг (02.04.1940);
- Генерал-майор (04.06.1940).